# Puerto Lucía (telenovela)
Puerto Lucía (producción de Ecuavisa, 1997), fue una telenovela ecuatoriana juvenil producida por Silvia Alvarado, escrita y dirigida por Catherina Ledeboer, de 24 episodios aproximadamente, y fue la primera serie en grabarse íntegramente fuera de Guayaquil, puesto que se desarrolló totalmente en Salinas y La Libertad. 
Protagonizada por Andrea Barquet, Stefanía Barquet, Riccardo Mandini y Mauro Mercado. El tema principal de esta telenovela le dio éxito al cantante y actor ecuatoriano Riccardo Mandini.

## Elenco
- Andrea Barquet
- Stefanía Barquet
- Riccardo Mandini
- Mauro Mercado
- Cinthya Bayona
- Omar Naranjo
- Christian Norris
- Gustavo Munizaga
- Joel Sotolongo
- Alberta Vallarino
- Johnny Vásquez
- Marcos Espín
- Enrique Delgado
- María Fernanda Pazmiño
- Maricela Gómez
- Jorge Chamba Cabanilla
- Jéssica Bermúdez[1][2]
- Mirella Tironi
- Alejandro Agustín Benitez